# Tomoglossa improvisa
Tomoglossa improvisa är en skalbaggsart som först beskrevs av Thomas Casey 1910.  Tomoglossa improvisa ingår i släktet Tomoglossa och familjen kortvingar. Inga underarter finns listade i Catalogue of Life.